# 1874 en architecture
| Années de l'architecture : 1871 - 1872 - 1873 - 1874 - 1875 - 1876 - 1877    |
| Décennies de l'architecture : 1840 - 1850 - 1860 - 1870 - 1880 - 1890 - 1900 |

Cet article présente les faits marquants de l'année 1874 en architecture.

## Réalisations
- Début des travaux du Château de Linderhof.

## Événements
- 4 juillet : inauguration du Pont Eads sur le Mississippi.

## Récompenses
- Royal Gold Medal : George Edmund Street.
- Prix de Rome : Benoît Édouard Loviot.

## Naissances
- 24 avril : John Russell Pope († 27 août 1937).
- William Alexander Harvey († 1951).

## Décès
- 13 janvier : Victor Baltard (° 9 juin 1805).
- 19 avril : Owen Jones (° 15 février 1809).
- 30 juin : Léon Ohnet (° 26 mai 1813).